# Solieriinae
Solieriinae (лат.) — подсемейство жуков-стафилинид (Staphylinidae). В ископаемом виде известно только из меловах бирманского, ливанского и испанского янтарей.

## Систематика
Ранее род Solierius помещался в Omaliinae. В 1992 году этот род был выделен в самостоятельное подсемейство (Newton & Thayer, 1992), но их систематическое положение остается неясным из-за отсутствия данных по личинкам. Предполагается его родство к кладе жуков подсемейств Scydmaeninae + (Steninae + Euaesthetinae).
- Род Solierius Bernhauer, 1921 (=Physognathus Solier).
  - Solierius obscurus Solier, 1849 (=Physognathus obscurus Solier) — Южная Америка (Аргентина, Чили)
- †Род Prosolierius Thayer et al., 2012[5][6]
  - †Prosolierius crassicornis Thayer et al., 2012[1]
  - †Prosolierius mixticornis Thayer et al., 2012[1]
  - †Prosolierius parvus Peris et al. 2014[2]
  - †Prosolierius tenuicornis Thayer et al., 2012[1]
  - †Prosolierius thayerae Yamamoto, 2023[7]